# Philetor brachypterus
Genre
Espèce
Statut de conservation UICN

 LC  : Préoccupation mineure
Philetor brachypterus est une espèce de chauve-souris, l'unique du genre Philetor.

## Synonymes
Ce taxon admet les synonymes latins suivants :
- Vespertilio brachypterus Temminck, 1840
- Philetor rohui Thomas, 1902
- Philetor verecundus Chasen, 1940